# Led Zeppelin DVD
Led Zeppelin – podwójny album DVD angielskiego zespołu rockowego Led Zeppelin.
Nagrania pochodzą z okresu 1969 – 1979, głównie z koncertów z Royal Albert Hall z 1970, Madison Square Garden z 1973, Earls Court z 1975 i Knebworth z 1979. W niektórych przypadkach nagrania bootlegowe przeplatają się z profesjonalnymi, bowiem Jimmy Page zaapelował do handlarzy bootlegami Led Zeppelin o nagrania z poszczególnych koncertów i wielu z nich przesłało swoje nagrania.
Do lutego 2007 sprzedano 1 milion kopii tego albumu – przez trzy lata był najlepiej sprzedającym się albumem DVD w USA.

## Lista utworów

### Dysk I
Royal Albert Hall – 9 stycznia 1970
- "We're Gonna Groove" (King/Bethea) – 3:14
- "I Can't Quit You Baby" (Dixon) – 6:25
- "Dazed and Confused" (Page) – 15:10
- "White Summer" (Graham) – 11:54
- "What Is and What Should Never Be" (Page/Plant) – 4:02
- "How Many More Times" (Page/Jones/Bonham) – 20:02
- "Moby Dick" (Bonham/Jones/Page) – 15:02
- "Whole Lotta Love" (Page/Bonham/Plant/Jones) – 6:03
- "Communication Breakdown" (Page/Jones/Bonham) – 3:40
- "C’mon Everybody" (Cochran) – 2:28
- "Something Else" (Cochran) – 2:02
- "Bring It on Home" (Page/Plant) – 7:33

promocyjny klip wytwórni Atlantic Records – luty 1969
- "Communication Breakdown" (Page/Jones/Bonham) – 2:24

Danmarks Radio (Gladsaxe Teen Club, Gladsaxe) – 17 marca 1969
- "Communication Breakdown" (Page/Jones/Bonham) – 2:46
- "Dazed and Confused" (Page) – 9:09
- "Babe I’m Gonna Leave You" (Bredon/Page/Plant) – 6:46
- "How Many More Times" (Page/Jones/Bonham) – 12:20

Supershow (Staines Studio, Londyn) – 25 marca 1969
- "Dazed and Confused" (Page) – 7:31

Tous En Scene (Theatre Olympia, Paryż) – 19 czerwca 1969
- "Communication Breakdown" (Page/Jones/Bonham) – 2:51
- "Dazed and Confused" (Page) – 5:12

### Dysk II
Sydney Showground – 27 lutego 1972 (Splodge edit)	??
- "Immigrant Song" (Page/Plant) – 4:03

Madison Square Garden – 27, 28, 29 lipca 1973
- "Black Dog" (Page/Plant/Jones) – 5:30
- "Misty Mountain Hop" (Page/Plant/Jones) – 4:50
- "Since I’ve Been Loving You" (Page/Plant) – 8:03
- "The Ocean" (Bonham/Jones/Page/Plant) – 4:16

Earls Court – 25 maja 1975
- "Going to California" (Page/Plant) – 4:41
- "That's the Way" (Page/Plant) – 6:04
- "Bron-Y-Aur Stomp" (Page/Plant/Jones) – 5:31
- "In My Time of Dying" (Bonham/Jones/Page/Plant) – 11:14
- "Trampled Under Foot" (Jones/Page/Plant) – 8:14
- "Stairway to Heaven" (Page/Plant) – 10:32

Knebworth – 4 sierpnia 1979
- "Rock and Roll" (Page/Plant/Jones/Bonham) – 3:47
- "Nobody's Fault But Mine" (Page/Plant) – 5:45
- "Sick Again" (Page/Plant) – 5:08
- "Achilles Last Stand" (Page/Plant) – 9:03
- "In the Evening" (Jones/Page/Plant) – 7:56
- "Kashmir" (Bonham/Page/Plant) – 8:50
- "Whole Lotta Love" (Page/Bonham/Plant/Jones) – 7:06
- "You'll Never Walk Alone" – 1:21

NBC Studio Nowy Jork – 19 września 1970
- Konferencja prasowa – 3:27 (mono)

Sydney Showground – 27 lutego 1972
- "Rock and Roll" (Page/Plant/Jones/Bonham) – 3:06

Program telewizyjny ABC Get To Know – 27 lutego 1972
- Wywiad Jeune Pritchard z Robertem Plantem i Jimmym Page

BBC2 The Old Grey Whistle Test – 12 stycznia 1975
- Wywiad z Robertem Plantem podczas Vorst Nationaal w Brukseli z Bobem Harrisem – 3:47

Wideoklip I Remasters – październik 1990
- "Over the Hills and Far Away" (Page/Plant) – 4:49

Wideoklip II Remasters – październik 1990
- "Travelling Riverside Blues" (Page/Plant/Johnson) – 4:12

## Klipy z menu
Royal Albert Hall – 9 stycznia 1970
- "Thank You" (Page/Plant) (próba przed koncertem) – 0:34

Royal Albert Hall – 9 stycznia 1970
- RAH Dressing Room (przed koncertem) – 0:27

Royal Albert Hall – 9 stycznia 1970 (kolaż)
- "Heartbreaker" (solo gitarowe) – 0:36

Lotnisko w Reykjaviku – 22 czerwca 1970
- "Dazed and Confused" (Page) (solo ze smyczkiem)

Lotnisko w Reykjaviku – 22 czerwca 1970 (kolaż)
- "Moby Dick" (Bonham/Jones/Page) (fragment solo na perkusji) – 0:56

Sydney Showground – 27 lutego 1972
- "Black Dog" (Page/Plant/Jones) – 0:36

Madison Square Garden – 27 lipca 1973
- "Since I’ve Been Loving You" (Page/Plant) – 0:49

Madison Square Garden – 28 lipca 1973 (pole namiotowe w Knebworth, 4 sierpnia 1979 wideoklip)
- "Over the Hills and Far Away" (Page/Plant) – 0:12

Seattle Coliseum – 21 marca 1975
- "Whole Lotta Love (mieszanka)" (Page/Bonham/Plant/Jones) (??theremin solo i fragment "The Crunge" z Earl's Court, 25 maja 1975) – 0:48

Earl's Court – 25 maja 1975 (kolaż)
- "Stairway to Heaven" (Page/Plant) (wstęp gitarowy) – 0:54

Earl's Court – 24 maja 1975 (wideoklip – ulice Belfastu 5 marca 1971)
- "Bron-Yr-Aur Stomp" (Page/Plant/Jones) – 0:49

LA Forum – 21 czerwca 1977 (wideoklipy 8 mm z różnych występów z 1977)
- "The Song Remains the Same" (Page/Plant) – 5:37

Łączny czas: 5 godzin 22 minuty.

## Ekipa
- Jimmy Page – producent, marketing, gitary elektryczne, gitary akustyczne
- Robert Plant – wokal, harmonijka
- John Paul Jones – gitara basowa, organy, mandolina
- John Bonham – bębny, perkusja
- Dick Carruthers – producent, marketing
- Kevin Shirley – inżynier dźwięku

## Okładka
West and East Mitten Buttes, zdjęcia z rezerwatu Indian Navajo w Monument Valley, w Arizonie.

## Dodatkowe informacje
L-PCM stereo, Dolby Digital 5.1 surround, DTS 5.1 surround. Menu: Dolby Digital 2.0 stereo, Dodatki: Dolby Digital 2.0 stereo
Katalog: (US) Atlantic R2-970198, (UK) Atlantic 0349701982